# Hersha Parady
Hersha Parady, pseudonimo di Betty Sandhoff (Berea, 25 maggio 1945 – Norfolk, 23 agosto 2023), è stata un'attrice statunitense.

## Biografia
Nata a Berea, frequentò la Berea High School. Iniziò a recitare a livello locale all'età di 14 anni nelle produzioni teatrali dell'area di Cleveland.
Lavorò nelle serie TV Mannix, Una famiglia americana, Racconti della frontiera e CBS Afternoon Playhouse.
Nel 1977 entrò nel cast de La casa nella prateria con il ruolo di Alice Garvey, che tenne fino al 1980, quando il personaggio fu fatto morire in un incendio alla scuola per ciechi di Walnut Grove. Prima di questo ruolo, interpretò Eliza Ann Ingalls, una cognata di Charles Ingalls, in un episodio nel 1976.
Dopo questa serie, apparve in altri film e serie TV, ma con ruoli secondari, come in La Fenice nel 1981 e Kenan & Kel nel 1997.
Fu amica di Richard Bull e Katherine MacGregor, e visse in Florida, dove fu molto attiva in teatro.
È morta il 23 agosto 2023 a causa di un meningioma.

## Vita privata
Hersha Parady fu sposata con il produttore John Peverall (scomparso il 3 ottobre 2009), vincitore di un premio Oscar, ed ebbe un figlio, Jonathan.